# Goethe-Institut

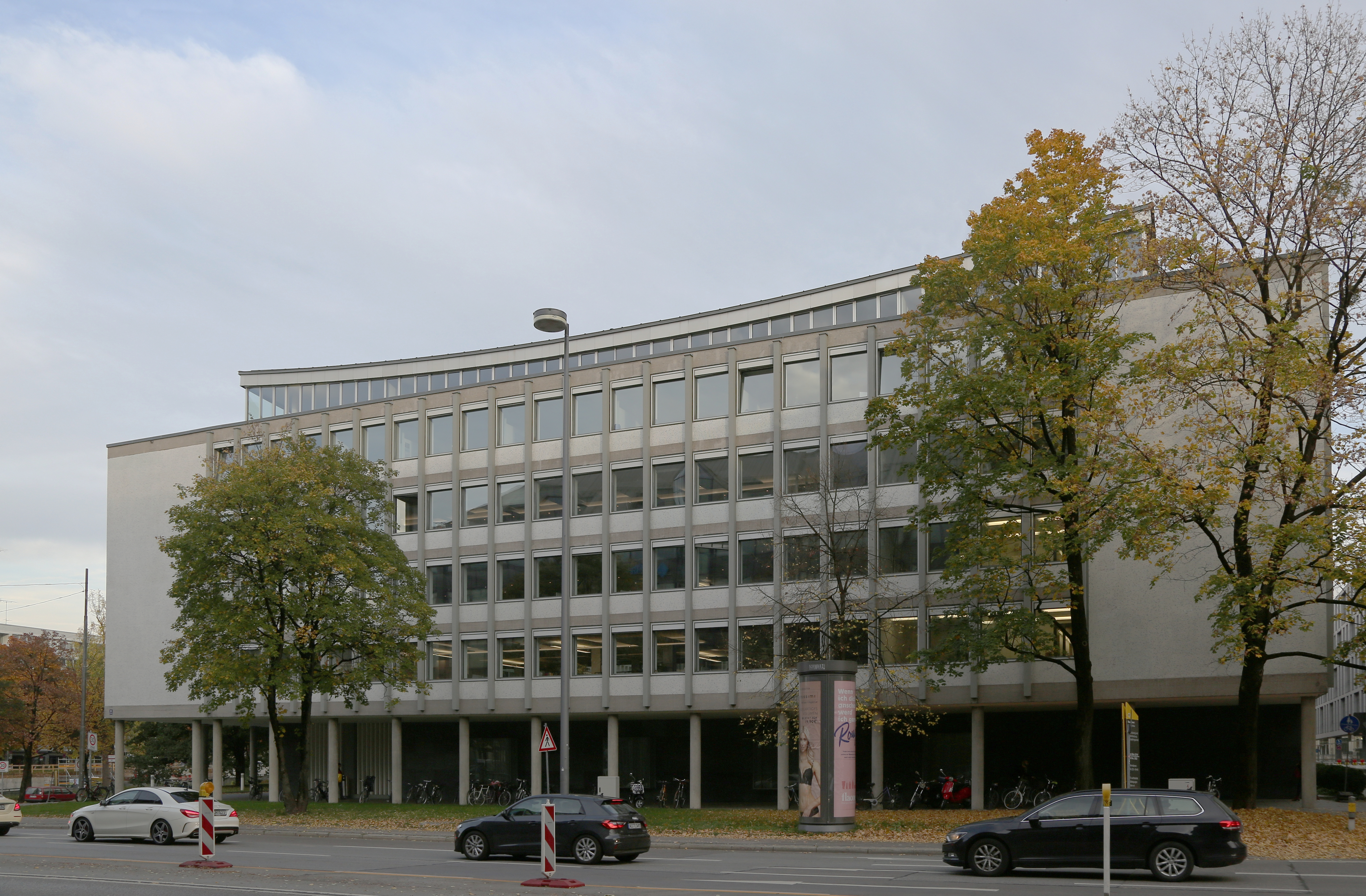
Sede do Goethe-Institut em Munique

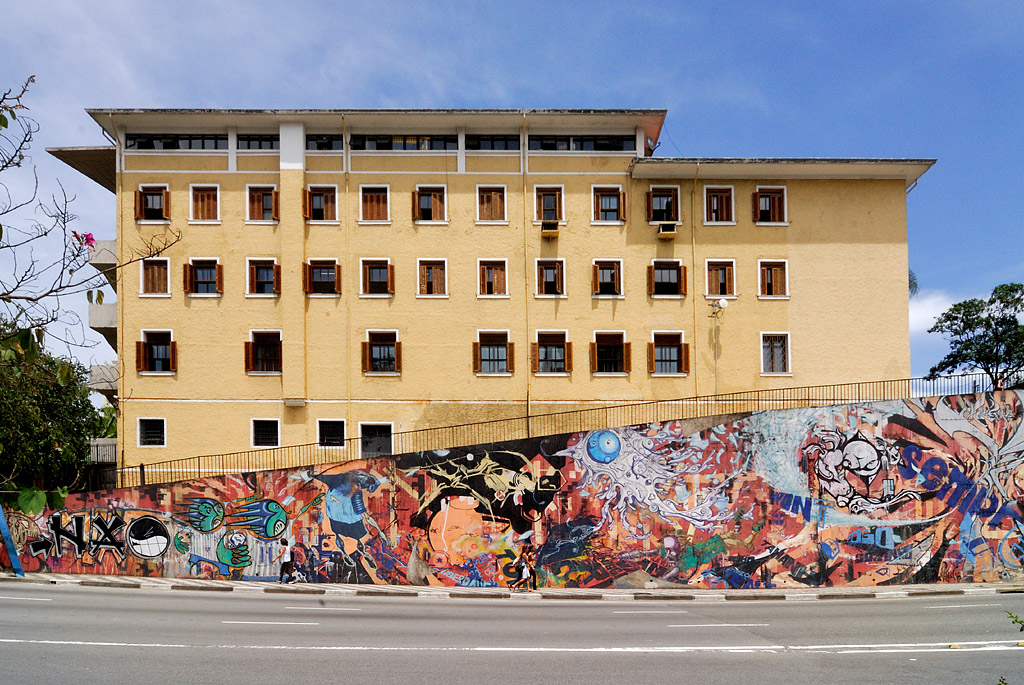
Goethe-Institut São Paulo

O Goethe-Institut é uma instituição alemã sem fins lucrativos que tem por objetivo divulgar, em especial em países não falantes do idioma alemão, a língua alemã e promover o intercâmbio cultural internacional. Por meio de programas culturais e educacionais promove o diálogo intercultural, o instituto a participação cultural e a mobilidade global.
O instituto recebeu seu nome em homenagem ao escritor alemão Johann Wolfgang von Goethe.
O Goethe-Institut fomenta o desenvolvimento da disciplina do alemão como língua estrangeira no país. Para apoiar o ensino do alemão, coopera estreitamente com instituições, profissionais e estudantes dessa área, oferecendo assessoria e materiais de ensino a instituições, bem como cursos de aperfeiçoamento a professores e estudantes de alemão. Para a qualificação de professores é oferecido o programa “Deutsch Lehren Lernen (DLL)”, também em parceria com universidades na formação de estudantes da área.

## História
O Goethe-Institut foi fundando em 1951 como sucessor da Deutsche Akademie (fundada em 1925). Inicialmente, o objetivo principal foi o ensino da língua alemã a professores estrangeiros. A partir de 1953, o instituto começou também a oferecer cursos de alemão a estudantes e no mesmo ano iniciou um programa para divulgar a língua alemã em outros países. Entre 1959 e 1960 todas as instituições culturais governamentais da Alemanha até então existentes em outros países, foram unificadas e fazem parte do Goethe-Institut até hoje.

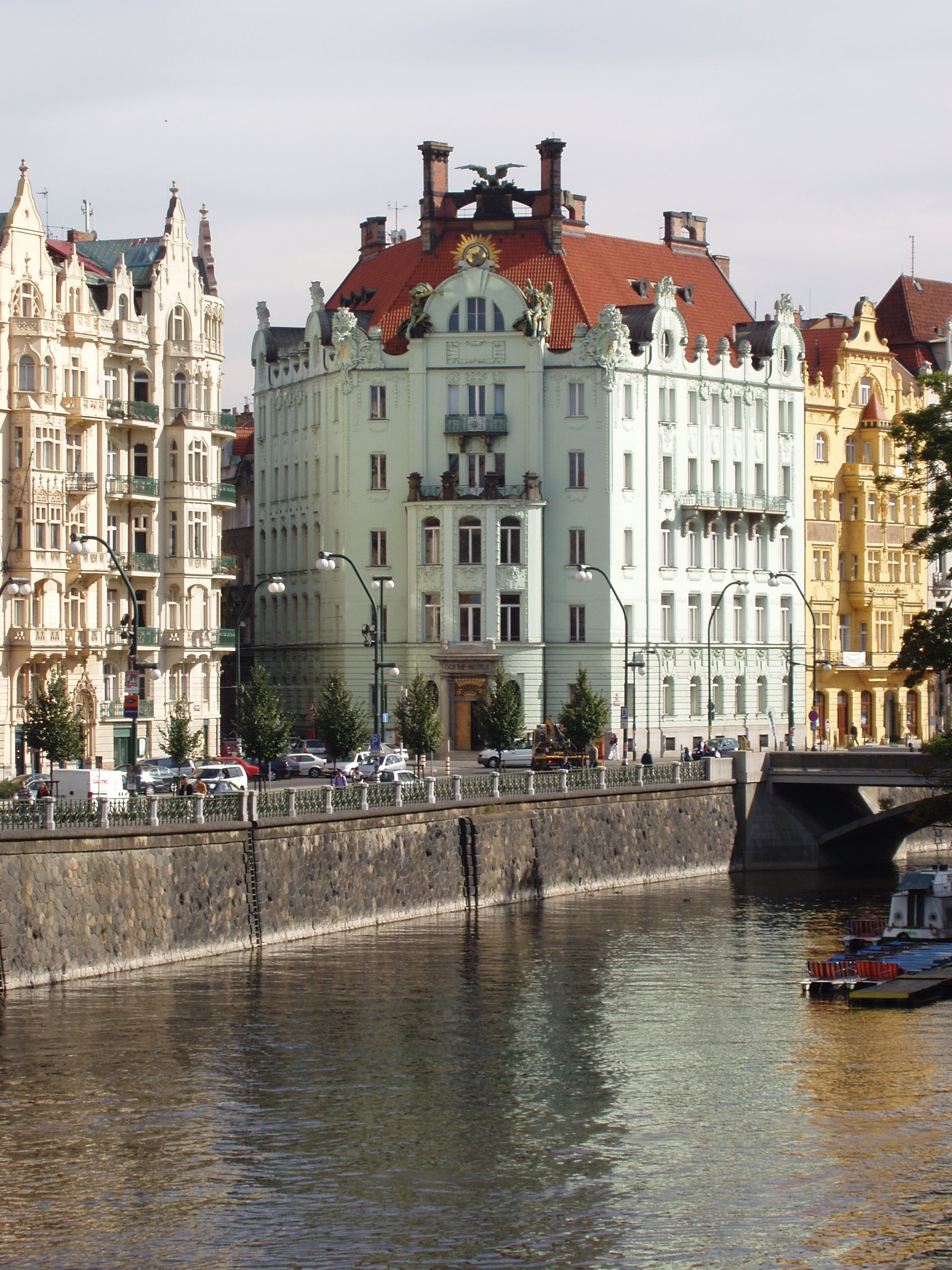
Goethe-Institut de Praga

Durante o governo de Willy Brandt a importância do Goethe-Institut cresceu em nível internacional durante os anos 1970, pois fazia parte da política externa alemã nesta época, a forte divulgação da língua e cultura alemãs.
Em 1976 foi assinado um "contrato de colaboração" entre o Goethe-Institut e o Auswärtiges Amt (similar ao Ministério das Relações Exteriores). A partir de 1980 elaborou-se um novo conceito válido em nível nacional, segundo o qual grandes centros urbanos e cidades com universidades seriam locais de interesse do instituto para o estabelecimento dos seus centros de ensino.
Após a queda da cortina de ferro em 1989, o Goethe-Institut ampliou as suas atividades para o Leste Europeu, fundando ali novos centros.
Após a fusão com a Inter Nationes no dia 21 de setembro de 2000, uma instituição fundada em 1952 pelo Goethe-Institut e o Auswärtiges Amt (similar ao Ministério das Relações Exteriores) para a divulgação da Alemanha no exterior, o Instituto passou a se chamar de Goethe-Institut Inter Nationes  até julho 2003, passando posteriormente a assumir a designação Goethe-Institut.
Em 2004, a sala de leitura do Goethe-Institut foi inaugurada em Pyongyang. O inventário inclui não só a literatura alemã mas sobretudo livros especializados da medicina à engenharia civil. Além disso, revistas e jornais alemães estiveram lá disponíveis até 2007. No entanto, a população da Coreia do Norte, não teve a possibilidade de recorrer a esta oferta. Nos primeiros três meses de 2007, foram assim autorizados cerca de 50 visitantes na sala de leitura. Em novembro de 2009, foi novamente fechada pelo Goethe-Institut. A causa invocada foram as violações contratuais pela parte norte-coreana que apenas concedia acesso irrestrito à literatura existente aos altos quadros leais ao regime. Em outubro de 2008, a embaixada alemã na Coreia do Norte conseguiu que os United Buddy Bears, um projeto de união internacional entre os Estados, pudessem ser expostos durante mais de três semanas, no centro de Pyongyang. Foi a primeira exposição de arte pública vinda do estrangeiro que foi livremente acessível a todos. Mas depois de cinco anos e meio de funcionamento, o instituto anunciou que vai fechar a sua sala de leitura na capital de Pyongyang devido a censura. Raimund Woerdemann, diretor do instituto, em Seul, disse que, ao contrário de um acordo feito com o governo norte-coreano, o acesso ao centro foi muitas vezes prejudicado. Ele citou que:
| “ | O prédio em que a sala de leitura foi localizada foi muitas vezes bloqueado, havia um canteiro de obras permanente em frente à entrada: Não era uma situação de boas-vindas | ” |

## Presidentes do instituto
Os presidentes do Goethe-Institut:
- Kurt Magnus (1951-1962)
- Max Grasmann (1962-1963)
- Peter H. Pfeiffer (1963-1971)
- Hans v. Herwarth (1971-1977)
- Klaus v. Bismarck (1977-1989)
- Hans Heigert (1989-1993)
- Hilmar Hoffmann (1993-2001)
- Jutta Limbach (2002-2008)
- Klaus-Dieter Lehmann (desde 1º de abril de 2008)

## Exames
O Goethe-Institut desenvolve e aplica diversos exames de proficiência para estudantes de alemão como idioma estrangeiro (Deutsch als Fremdsprache - DaF) em todos os níveis, do A1 até C2, e reconhecidos internacionalmente. Estes exames podem ser realizados em todos os Goethe-Institut. Os exames básicos são:
| Nível segundo o Quadro Europeu Comum de Referência para Línguas | Exames de proficiência do Goethe-Institut                 |
| --------------------------------------------------------------- | --------------------------------------------------------- |
| A1                                                              | Goethe-Zertifikat A1: Start Deutsch 1                     |
| A2                                                              | Goethe-Zertifikat A2: Start Deutsch 2                     |
| B1                                                              | Goethe-Zertifikat B1                                      |
| B2                                                              | Goethe-Zertifikat B2                                      |
| C1                                                              | Goethe-Zertifikat C1                                      |
| C2                                                              | Goethe-Zertifikat C2: Großes Deutsches Sprachdiplom (GDS) |

## Instituições similares
- Aliança Francesa para a língua francesa
- British Council para a língua inglesa
- Fundação Japão para a língua japonesa
- Instituto Camões para a língua portuguesa
- Instituto Cervantes para a língua espanhola
- Instituto Confucio para a língua chinesa
- Sociedade Dante Alighieri para a língua italiana
- Pro Helvetia para a cultura suíça